# Ivazade Halil Paxá
Ivazade Halil Paxá (1724-1777) foi um estadista otomano que serviu como grão-vizir em 1769. Ele era filho do grão-vizir Ivaz Memede Paxá. Ele era de origem albanesa.
Ele participou das Guerras Russas sob o título de serdar-i ekrem (Comandante Geral do Exército).
Depois de ter sido dispensado do serviço militar, ele foi nomeado sequencialmente para o governo do sanjaco de Eriboz, do eialete da Bósnia, do eialete de Salonica e do Eialete de Sivas.